# SpyHunter 2
SpyHunter 2 este un joc video din 2003 publicat de Midway pentru PlayStation 2 și Xbox. Piesa temă, Dark Carnival, este o variantă a melodiei Carnival de pe albumul Be Not Nobody de Vanessa Carlton.